# 董汝翼
董汝翼（?—?），雲南省臨安府嶍峨縣人，清朝政治人物、進士出身。
光緒三年（1877年），参加丁丑科殿試，登進士二甲第130名。同年五月，分部學習。